# Khan Sala Krau
Khan Sala Krau är ett distrikt i Kambodja.   Det ligger i provinsen Pailin, i den västra delen av landet, 290 km nordväst om huvudstaden Phnom Penh. Antalet invånare är 7 106.